# فيرف الدولية (بطاقات ائتمانية)
فِيرف الدولية أو Verve International هي علامة تجارية لبطاقات الدفع والتقنية المالية النيجيرية لشركة متعددة الجنسيات مملوكة لـ مجموعة Interswitch. تأسست في عام 2009، كشركة تابعة لـ Interswitch . في عام 2013، أصبحت كيان تجاري مستقل في عملية إعادة الهيكلة.
في عام 2005، أصدر البنك المركزي النيجيري تفويضًا لقطاع الدفع النيجيري بضرورة قيام المشغلين بالانتقال من الشريط الممغنط إلى رقاقة EMV ومنصة PIN بحلول عام 2009. تم اعتماد سياسة البنك المركزي النيجيري للتخلص التدريجي من الشريط المغناطيسي عندما أصبحت التكنولوجيا عرضة للمعاملات الاحتيالية. أصدرت في البداية ستة ملايين بطاقة بالشراكة مع العديد من البنوك النيجيرية.  
فِيرف تقدم منتجات البطاقات في نيجيريا. في عام 2013، تم الإبلاغ عن أن فِيرف لديها «أكثر من 20 مليون بطاقة متداولة والوصول إلى أكثر من 119.631 نقطة بيع و 11,287 جهاز صراف آلي وأكثر من 1000 تاجر عبر الإنترنت.»  في مارس 2013، عقدت Discover Financial Services شراكة مع Interswitch ، والتي مكنت من قبول بطاقات فِيرف عبر شبكة ديسكوفر العالمية، والتي كانت تغطي 185 بلدًا وإقليمًا وقت الاتفاق. كما سمح التحالف بقبول بطاقات Discover and Diners Club International (DCI) في أجهزة الصراف الآلي المزودة بتقنية Interswitch ومحطات نقاط البيع للشراء في نيجيريا.    
وذكر تقرير إعلامي في عام 2015 أن «فِيرف يتم إصدراها من 40 بنكًا في إفريقيا مع تداول أكثر من 30 مليون رمز دفع». في أكتوبر من نفس العام، بدأت فِيرف بدخولها إلى سوق الدفع في شرق إفريقيا من خلال شراكة إستراتيجية مع بنك كينيا التجاري (KCB) «لتوسيع خدمات القبول والدفع لبطاقات فِيرف في ستة أسواق رئيسية في شرق إفريقيا»، وهي: كينيا، تنزانيا، بوروندي، جنوب السودان ورواندا وأوغندا.  